# Arquitetura coreana

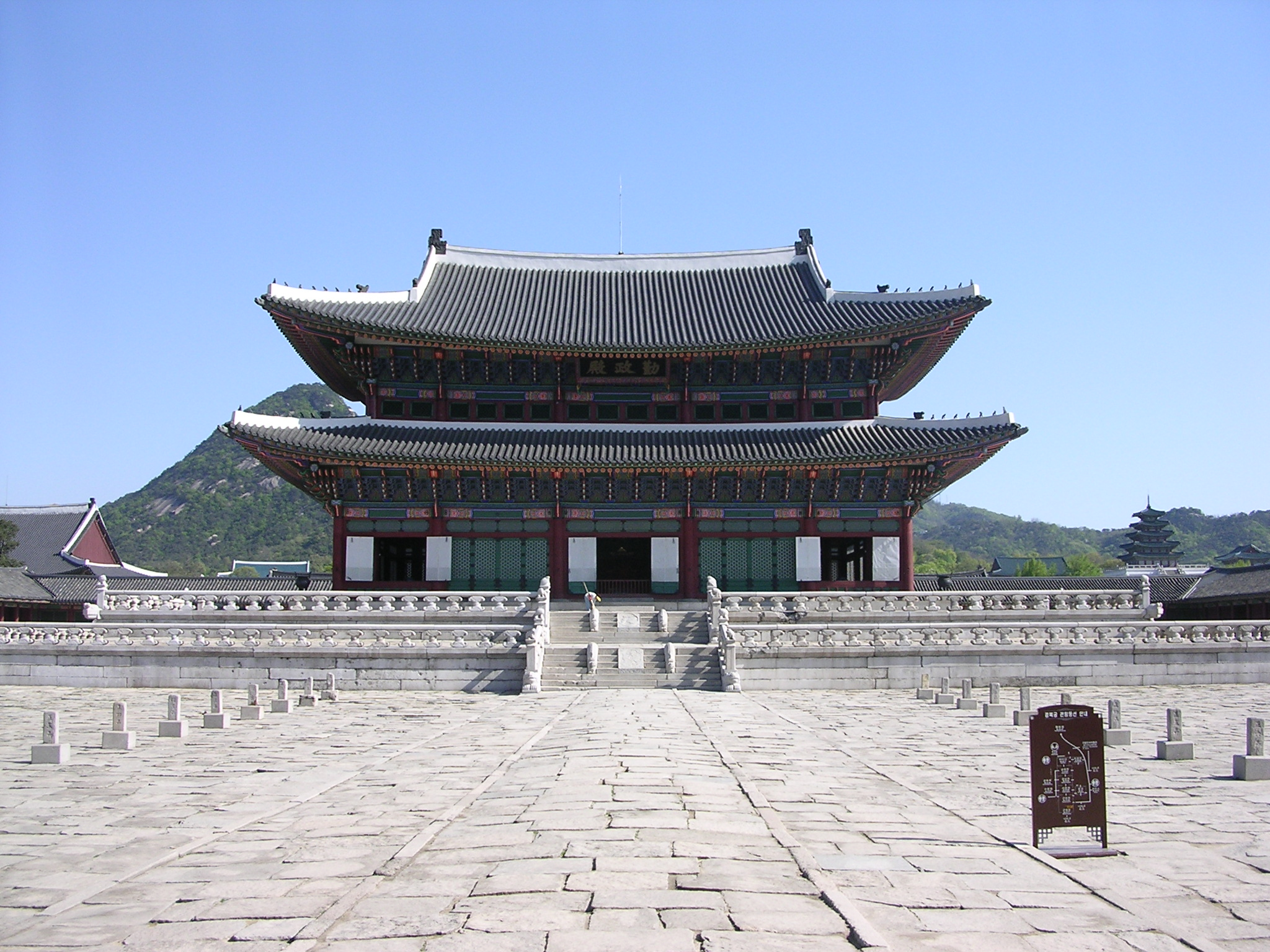
Palácio Gyeongbokgung

Arquitetura coreana é um termo que abrange a cultura arquitetónica tradicional e os estilos da Península Coreana e do povo coreano, bem como a arquitetura moderna e contemporânea.
A arquitetura tradicional coreana valoriza a harmonia com a paisagem natural circundante e é caracterizada por uma sensação de estabilidade e organização equilibrada. A arquitetura feita de madeira por artesões (e.g. Daemokjang) domina a paisagem e evoluiu para uma estrutura resistente ao frio frente ao inverno causado pelo clima temperado.

## Características
A arquitetura tradicional coreana foi projetada com uma atitude de conformidade, em vez de oposição, à natureza. É caracterizada pela busca da proporção e harmonia geral, misturando-se com o ambiente circundante sem exageros. Em termos de materiais, foi projetada para se misturar com a natureza, usando materiais naturais de relativo fácil acesso, como pinho, granito e argila. Em particular, nas estruturas de madeira eram utilizadas pedras não processadas na fundação, colunas de palafitas (em êntase) e vigas de formato natural.
A arquitetura coreana é caracterizada por linhas flexíveis, característica mais evidente nos telhados. Os beirais e as cumeeiras formam uma curva fluida, e a beleza curvilínea desses beirais é uma das características mais deleitáveis da arquitetura tradicional coreana. As curvas são mais predominantes do que as linhas retas na arquitetura coreana.
Além disso, ao contrário da arquitetura ocidental, a arquitetura coreana normalmente tem espaços com limites pouco claros.  Portões, pátios, beirais, salas e salões principais têm limites ambíguos, resultando em espaços sobrepostos e interpenetrantes, criando uma fronteira difusa entre o interior e o exterior.A arquitetura coreana remonta aos tempos pré-históricos.

## Patrimônio Mundial da UNESCO
Muitas das estruturas arquitetónicas da Coreia estão listadas como Patrimônio Mundial da UNESCO .   
- Gruta de Seokguram e Templo Bulguksa (1995)
- Templo Haeinsa Janggyeong Panjeon (1995)
- Jongmyo (1995)
- Palácio Changdeokgung (1997)
- Fortaleza de Suwon Hwaseong (1997)
- Áreas Históricas de Gyeongju (2000)
- Sítios dos Dólmens de Gochang, Hwasun e Ganghwa (2000)
- Túmulos Reais de Joseon (2009)
- Aldeias Históricas da Coreia: Hahoe e Yangdong (2010)
- Namhansanseong (2014)
- Áreas Históricas de Baekje (2015)
- Sansa, um templo de montanha na Coreia (2018)
- Seowon na Coreia (2019)
- Túmulos de Gaya (2023)